# Насер Аль-Атіях

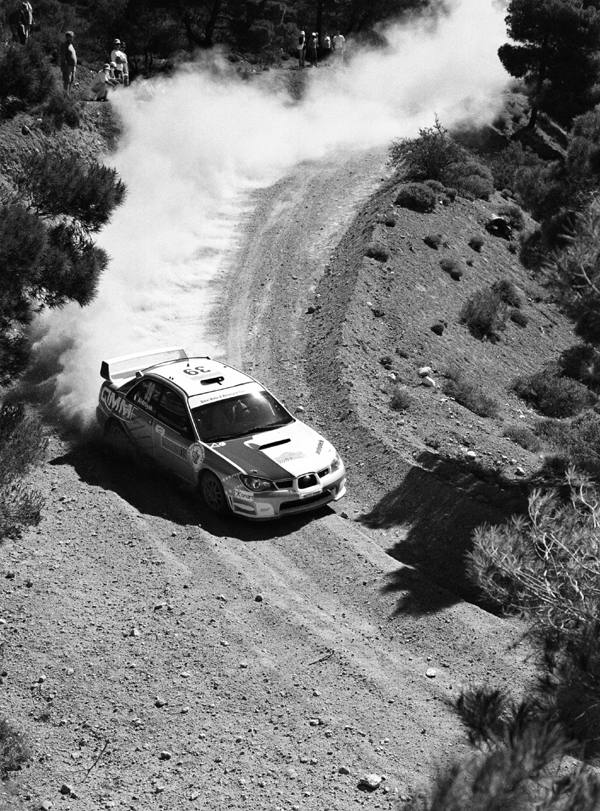
Н. Аль-Атіях на Субару Імпреза в Ралі Акрополіс у 2006 році

На́сер са́лех Аль-Атія́х (народився 21 грудня 1970 року в Катарі) — автогонщик та стрілець з Катару. Виступає в багатьох дисциплінах автомобільного спорту: автокросі, чемпіонаті світу з ралі, ралі-рейдах.

## Виступи на Олімпійських іграх
Учасник чотирьох Олімпіад в змаганнях зі стрілецького спорту (скит — стендова стрільба): на Олімпіаді 2000 в Атланті посів 15-е місце в стендовій стрільбі, на Олімпіаді 2000 в Сіднеї посів 6-е місце в стендовій стрільбі, на Олімпіаді 2004 в Афінах посів 4-те місце в стендовій стрільбі, а на Олімпіаді-2008 у Пекіні — 15-те місце в скиті. Нарешті на літніх Олімпійських іграх 2012 у Лондоні здобув свою першу олімпійську нагороду — бронзову медаль у стендовій стрільбі.

## Досягнення в автоспорті

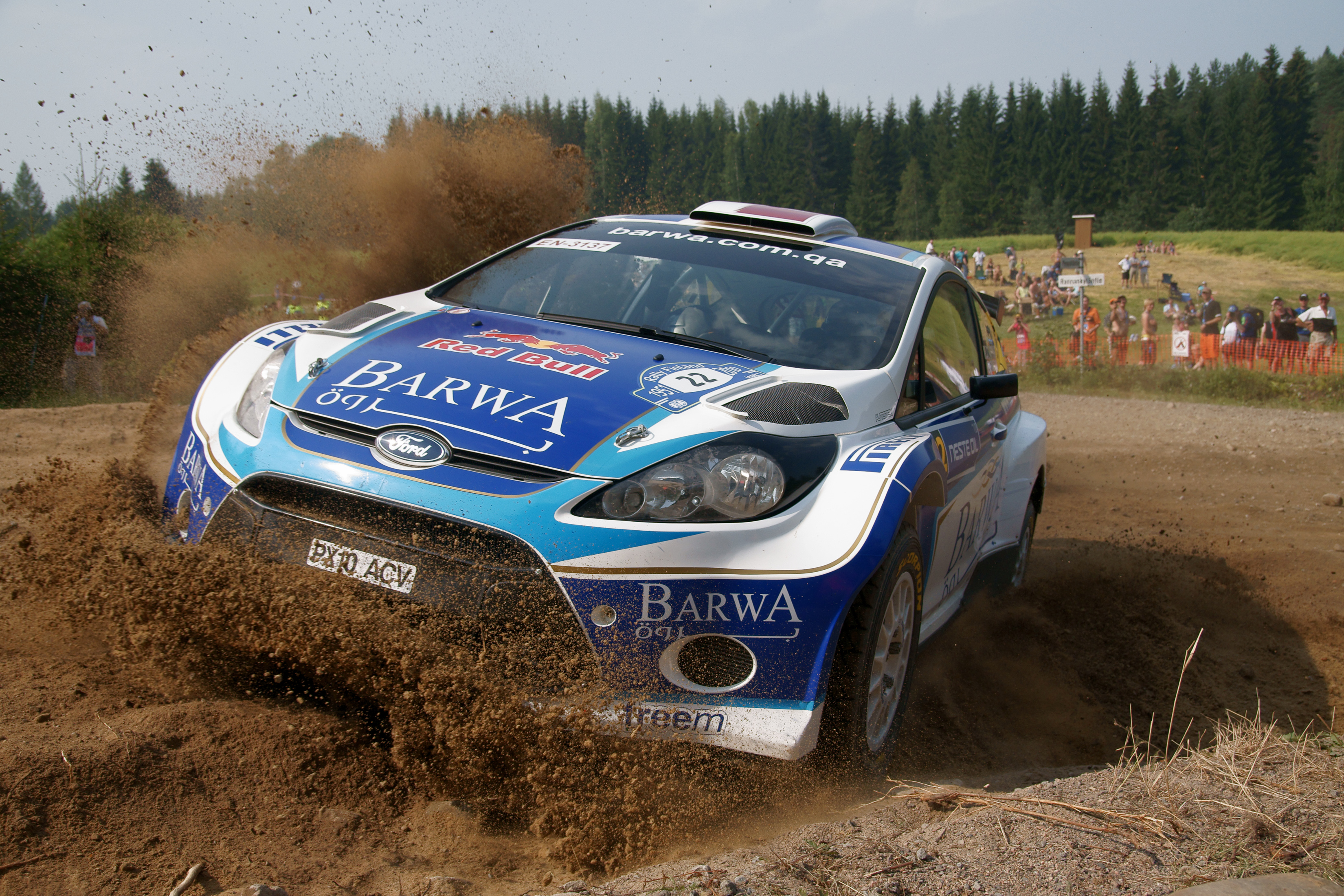
Н. Аль-Атіях на Форд Фієста в ралі Фінляндії у 2010 році

В ралі Аль-Атіях виступає з 1989 року. В змаганнях з ралі він традиційно виступає на автомобілях Субару, зокрема Subaru Impreza WRX STi. В ралі-рейдах надає перевагу BMW — X-Raid BMW X3, а в ралі-рейді Дакар—2009, виступав на спеціальному BMW X3 CC. Довший час виступав в парі зі штурманом Крісом Патерсоном (Chris Patterson) з Великої Британії, а в останні роки його товаришкою по екіпажу в ралі-рейдах стала Кристина Тернер зі Швеції.
- 1990—1995 — 1 місце в національному чемпіонаті Катару з ралі
- 2003—2007 — чемпіон FIA Middle East Rally Championship (Чемпіонат країн Середнього Сходу з ралі, під егідою ФІА)
- 2006 — чемпіон світу з ралі в заліку серійних автомобілів (англ. FIA PC WRC)
- 2008 — переможець в Кубку Світу з ралі-рейдів (англ. FIA World Cup for Cross Country)
- 2008 — переможець в Міжнародному Кубку з бах (англ. FIA International Cup for Cross Country Bajas)

## Досягнення у стрілецькому спорті
Крім згаданих досягнень на олімпіадах Аль-Атіях успішно виступав в особистому і командному заліку в регіональних стрілецьких чемпіонатах (стендова стрільба):
- 2001 — Чемпіон Азії в індивідуальному заліку (Бангкок, Таїланд)
- 2002 — Переможець Гран-При Європи
- 2006 — Чемпіон Азії в індивідуальному заліку (Сінгапур)